# Chave de braço

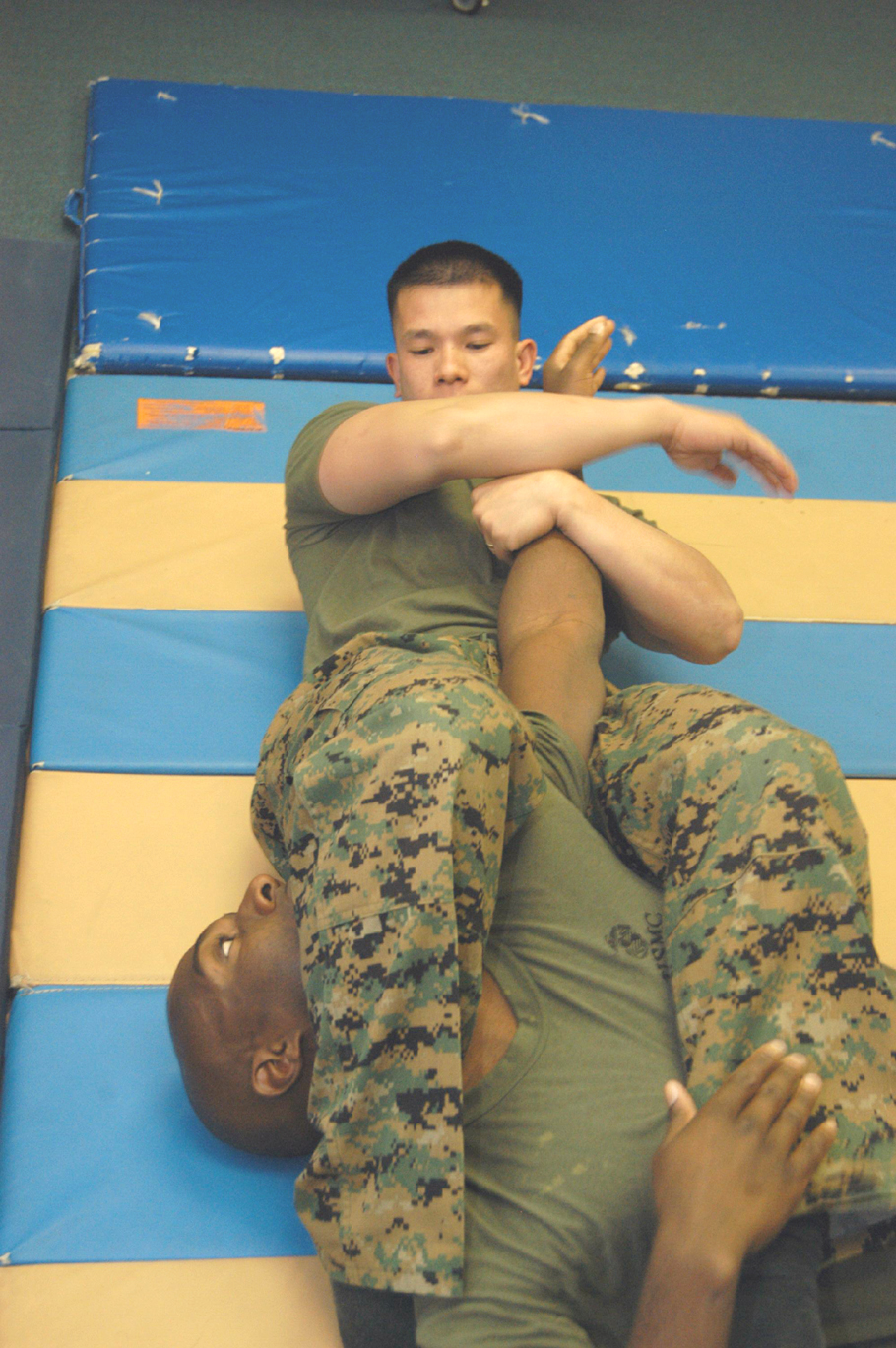
Chave de braço.

A chave de braço — também conhecida pelo termo em inglês armlock — é um golpe de jiu-jitsu e judô no qual o lutador pega o braço do adversário e coloca-o entre suas pernas, ficando com o punho dele, seguro por suas mãos, no centro de seu próprio peito, dominando-o com o polegar do adversário apontado para cima.
O atacante põe uma perna sobre o pescoço forçando o calcanhar contra ele e a outra sobre o peito, mantendo o adversário sob seu domínio. Isso feito, o atacante une seus joelhos para tornar mais agudo o ângulo entre a articulação do cotovelo do adversário e o seu próprio quadril, que faz o ponto de apoio para a alavanca. Então, o atacante projeta seu quadril, elevando o cotovelo do adversário, e mantém o punho dele num nível mais baixo que seu cotovelo.
Forçando assim a articulação, o atacante obriga o adversário a abandonar o confronto e, se não houver desistência, o golpe destrói toda a articulação do cotovelo, desde ligamentos até as cartilagens e demais estrutura, inclusive as extremidades dos ossos.